# Rawa Ruska (gmina)
Gmina Rawa Ruska – dawna gmina wiejska funkcjonująca w latach 1941–1944 pod okupacją niemiecką w Polsce. Siedzibą gminy była Rawa Ruska, stanowiąca odrębną gminę miejską.
Gmina Rawa Ruska została utworzona przez władze hitlerowskie z terenów okupowanych przez ZSRR w latach 1939–1941, stanowiących przed wojną gminę Hujcze i główną część gminy Siedliska, a także wieś Kornie ze zniesionej gminy Wierzbica. Tereny te należały przed wojną do powiatu rawskiego w woj. lwowskim.
Gmina weszła w skład powiatu rawskiego (Kreishauptmannschaft Rawa Ruska), należącego do dystryktu Galicja w Generalnym Gubernatorstwie. W skład gminy wchodziły miejscowości: Hołe Rawskie, Hrebenne, Hujcze, Kornie, Rata, Rzyczki, Seńkowice, Siedliska, Wulka Mazowiecka i Zaborze.
Po wojnie większa część gminy weszła w struktury administracyjne ZSRR, oprócz wsi Hrebenne, Kornie i Siedliska, które przyłączono do powiatu tomaszowskiego w woj. lubelskim (gmina Lubycza Królewska).